# RW Coronae Borealis
RW Coronae Borealis (RW CrB / HD 139815 / HIP 76658) es una estrella binaria de magnitud aparente +10,22.
Encuadrada en la constelación de Corona Boreal, visualmente se localiza 1,5º al sur de θ Coronae Borealis.
De acuerdo a la nueva reducción de datos de paralaje del satélite Hipparcos, se encuentra a 679 años luz del sistema solar.
RW Coronae Borealis es una binaria cercana «semidesprendida» así como una binaria eclipsante.
Su período orbital es de 0,7264 días (17,43 horas) y el plano orbital está inclinado 79.º respecto al plano del cielo.
La componente principal de RW Coronae Borealis es una estrella de tipo espectral F0 —catalogada también como A8V— cuya temperatura efectiva es de 7286 K.
Seis veces más luminosa que el Sol, contribuye con más del 90% a la luminosidad total del sistema.
Tiene una masa de 1,6 masas solares y su radio es un 54% más grande que el del Sol.
La naturaleza de la componente secundaria no es bien conocida, habiendo sido clasificada como G8IV, K3 y K2IV.
Con una temperatura de 4232 K, su luminosidad equivale al 35% de la luminosidad solar.
Tiene el 40% de la masa que el Sol, aunque su radio es un 10% veces más grande que el radio solar.
Durante el eclipse principal —cuando la estrella más fría intercepta la luz de la estrella F0— el brillo del sistema disminuye 0,56 magnitudes mientras que en el secundario, apenas perceptible, el descenso del brillo es de solo 0,07 magnitudes.